# Dan Meagher
Daniel « Dan » Meagher, né le 26 octobre 1962, à Kingston, au Canada, est un ancien joueur canadien de basket-ball. Il évolue durant sa carrière au poste d'ailier.

## Palmarès
- 3e du championnat des Amériques 1984